# Gran Turismo Concept
Gran Turismo Concept (グランツーリスモ コンセプト, Guran Tsūrisumo Konseputo) é um jogo eletrônico de corrida  da série Gran Turismo para PlayStation 2, que é desenvolvido pela Polyphony Digital.  Foi lançado em 2002 no Japão, Sudeste da Ásia, Coreia do Sul e Europa. Para reservadas razões, o jogo não foi lançado no mercado norte-americano.
Esta versão curta seguida foi o lançamento da versão integral de Gran Turismo 3: A-Spec em 2001 e acabou por ser seguido por Gran Turismo HD Concept em 2006.

## Versões

### 2001 Tóquio
A versão 2001 Tóquio possui características Tokyo Motor Show 2001, incluindo o conceito viaturas Nissan GT-R Concept'01.  Foi lançado no Japão e Sudeste da Ásia em 1 de janeiro de 2002. Em dezembro de 2007, Gran Turismo Concept 2001 Tokyo vendeu 430.000 cópias no Japão e 10.000 no Sudeste da Ásia.

### 2002 Tóquio-Seul
Uma segunda versão foi lançada em Tóquio e Seul em 16 de maio de 2002, para comemorar o lançamento oficial do PlayStation 2.  É caracterizada com carros a partir da versão 2001 Tóquio adicionando modelos revelados no Seoul Motor Show. Este jogo introduz montadoras sul-coreana, como a Hyundai, a série Gran Turismo. Em dezembro de 2007, Gran Turismo Concept 2002 Tokyo-Seul vendeu 90.000 cópias na Coreia.

### 2002 Tóquio-Genebra
Sendo a última versão, 2002 Tóquio-Genebra, foi lançado na Europa em 17 de julho de 2002. É caracterizado por todos os carros a partir da versão 2002 Tóquio-Seul dos mais novos modelos revelado no Salão Automóvel de Genebra. Uma versão chinês / Inglês NTSC foi lançada no sudeste asiático em 25 de julho de 2002, acrescenta que 30 carros para o 2001 Tokyo versão liberada mais cedo nesta área.  Em dezembro de 2007, Gran Turismo Concept 2002 Tokyo-Genebra vendeu 1000000 de cópias na Europa e 30000 no sudeste da Ásia.